# دانييلي غالوبا
دانييلي غالوبا (بالإيطالية: Daniele Galloppa)‏ (مواليد 15 مايو 1985 في روما - إيطاليا) لاعب كرة قدم إيطالي يلعب حاليا لصالح نادي الدرجة الأولى بارما الإيطالي منذ 2009 في مركز الوسط المدافع كما يجيد اللعب في مركز الوسط المحوري والأيمن .

## روابط خارجية
- دانييلي غالوبا على موقع الاتحاد الأوربي (الإنجليزية)
- دانييلي غالوبا على موقع قاعدة بيانات كرة القدم.إي يو (الإنجليزية)
- دانييلي غالوبا على موقع ناشيونال فوتبول تيمز (الإنجليزية)
- دانييلي غالوبا على موقع Soccerway.com (الإنجليزية)
- دانييلي غالوبا على موقع عالم كرة القدم.نت (الإنجليزية)
- دانييلي غالوبا على موقع كووورة
- دانييلي غالوبا على موقع AS.com (الإسبانية)